# Sérigné Faye
Sérigné Faye (sinh ngày 5 tháng 4 năm 2004) là một cầu thủ bóng đá chuyên nghiệp người Sénégal hiện đang thi đấu ở vị trí tiền đạo cho câu lạc bộ Montpellier.

## Sự nghiệp thi đấu

### Montpellier
Là 1 sản phẩm của lò đào tạo trẻ KAF, Faye gia nhập Montpellier vào tháng 9 năm 2022. Ngày 12 tháng 11 năm 2022, Faye ký hợp đồng 1,5 năm với Montpellier. Ban đầu, anh ta được xếp vào đội dự bị, trước khi thi đấu cho đội 1 vào tháng 12 năm 2022. Anh ta ra mắt đội 1 trong chiến thắng 2–0 tại Ligue 1 trước AJ Auxerre vào ngày 29 tháng 1 năm 2023.